# 北海道道142号根室浜中釧路線
北海道道142号根室浜中釧路線（ほっかいどうどう142ごう ねむろはまなかくしろせん）は、北海道根室市と釧路市を結ぶ北海道道（主要地方道）である。

## 概要
両市を結ぶもう一つの路線である一般国道44号が主に内陸部を通るのに対し、海岸線に近いルートを通る。
釧路町内の単独部分は北海道の難読地名の中でも特に難度の高い地名が連なっていることでも知られ、「北海道難読地名道路」又は「北海道難読地名ロード」の愛称でも親しまれており、それぞれの集落入口にはフォーマットの統一された、地名の読みと漢字、地名の由来が記述された看板が設置されている。
北海道道最長路線であり、新潟県道45号主要地方道佐渡一周線に次いで長い都道府県道である。

### 路線データ
- 本線（Google マップ）
- 起点：北海道根室市光和町1丁目（国道44号交点）
- 終点：北海道釧路市南大通1丁目（国道38号交点）
- 総延長：161.131 km
- 実延長：98.578 km
- 重用延長：62.553 km

### 道路管理者
- 釧路総合振興局 釧路建設管理部 根室出張所
- 釧路総合振興局 釧路建設管理部 厚岸出張所
- 釧路総合振興局 釧路建設管理部 事業課

## 歴史
- 1993年（平成5年）5月11日 - 建設省から、道道落石根室線の一部・道道落石厚床線の一部・道道初田牛浜中線・道道昆布森尾幌線・道道深山釧路線の一部が根室浜中釧路線として主要地方道に指定される[2]。
  - かつては、落石根室線（路線番号旧279、一部区間）・落石厚床線（路線番号997、一部区間）・初田牛浜中線（路線番号745）・昆布森尾幌線（路線番号862）・深山釧路線（路線番号861、一部区間）の道道5路線に分かれていた。これらを廃止し、新たに認定した路線である。
- 1994年（平成6年）
  - 4月1日 - 1105号として路線認定[3]。
  - 10月1日 - 路線番号を142号に変更[4]。

## 路線状況

### 重複区間
- 北海道道953号別当賀酪陽線（根室市別当賀）
- 北海道道123号別海厚岸線（厚岸郡浜中町榊町 - 厚岸郡厚岸町宮園町）
- 国道44号（厚岸郡厚岸町宮園町 - 厚岸郡厚岸町尾幌）
- 北海道道113号釧路環状線（釧路市桜ケ岡6丁目 - 釧路市南大通1丁目）

### 主なトンネル
- 榊町トンネル（108 m、厚岸郡浜中町榊町）【北緯43度7分40.1秒 東経145度7分2.9秒 / 北緯43.127806度 東経145.117472度】
- 昆布森トンネル（382 m、釧路郡釧路町大字昆布森村）【北緯42度57分7.4秒 東経144度31分21.2秒 / 北緯42.952056度 東経144.522556度】

### 駐車施設
- 浜松海岸駐車公園【北緯43度12分49.7秒 東経145度32分01.9秒 / 北緯43.213806度 東経145.533861度】（トイレあり） - 根室市昆布盛。風車6基を有する風力発電所JEN昆布盛ウインドファーム[5][6]が隣接。
- 羨古丹駐車公園【北緯43度8分57.9秒 東経145度10分34.9秒 / 北緯43.149417度 東経145.176361度】 - 厚岸郡浜中町羨古丹（うらやこたん）
- セキネップ展望広場【北緯42度56分23.2秒 東経144度41分33.9秒 / 北緯42.939778度 東経144.692750度】 - 釧路郡釧路町仙鳳趾村
- 高山パーキングサイド【北緯42度57分25.6秒 東経144度27分30.3秒 / 北緯42.957111度 東経144.458417度】 - 釧路市桂恋

## 地理

### 通過する自治体
- 根室振興局
  - 根室市

- 釧路総合振興局
  - 厚岸郡浜中町
  - 厚岸郡厚岸町
  - 釧路郡釧路町
  - 釧路市

### 交差する道路
根室市

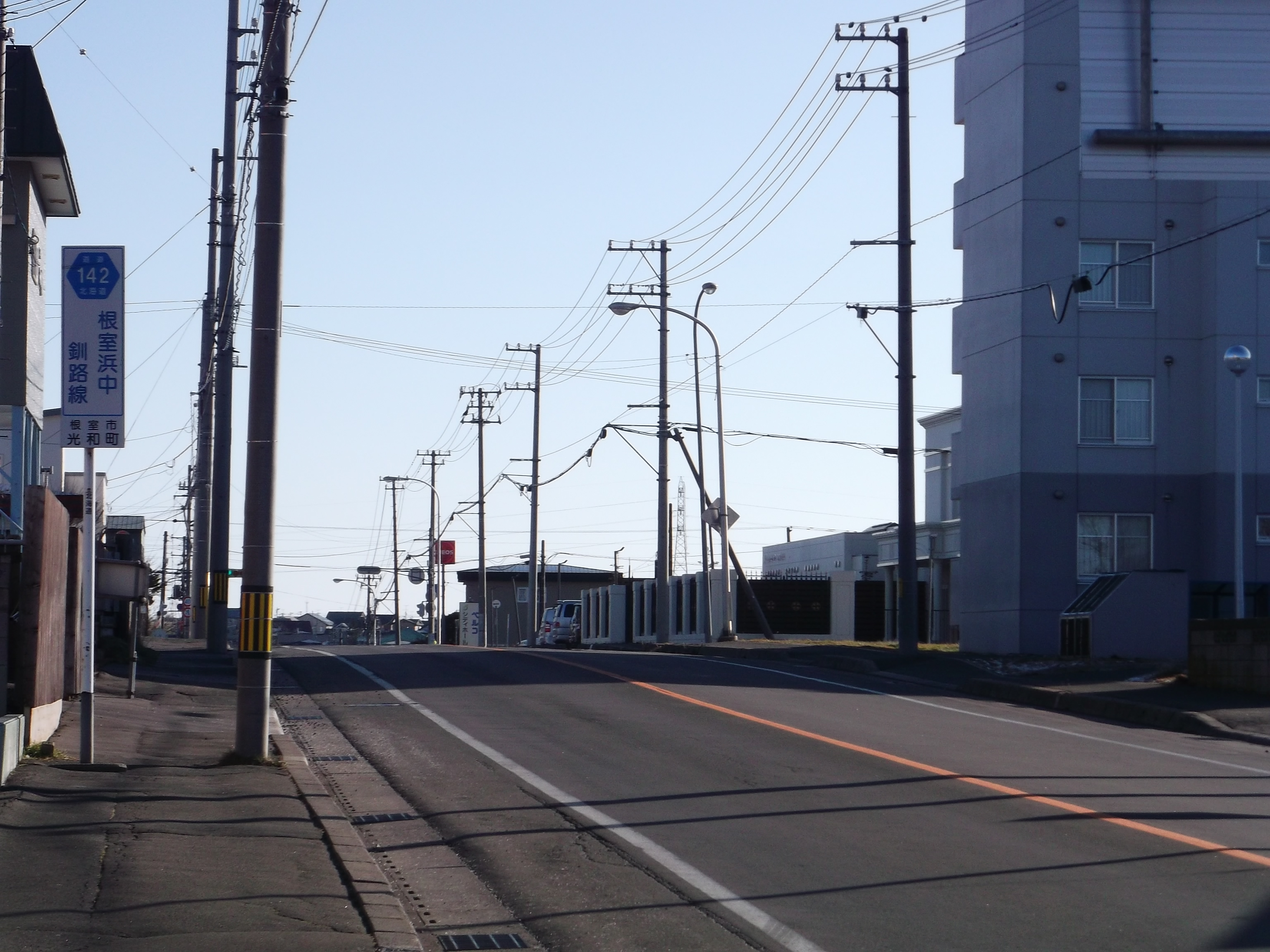
道道142号（起点付近）

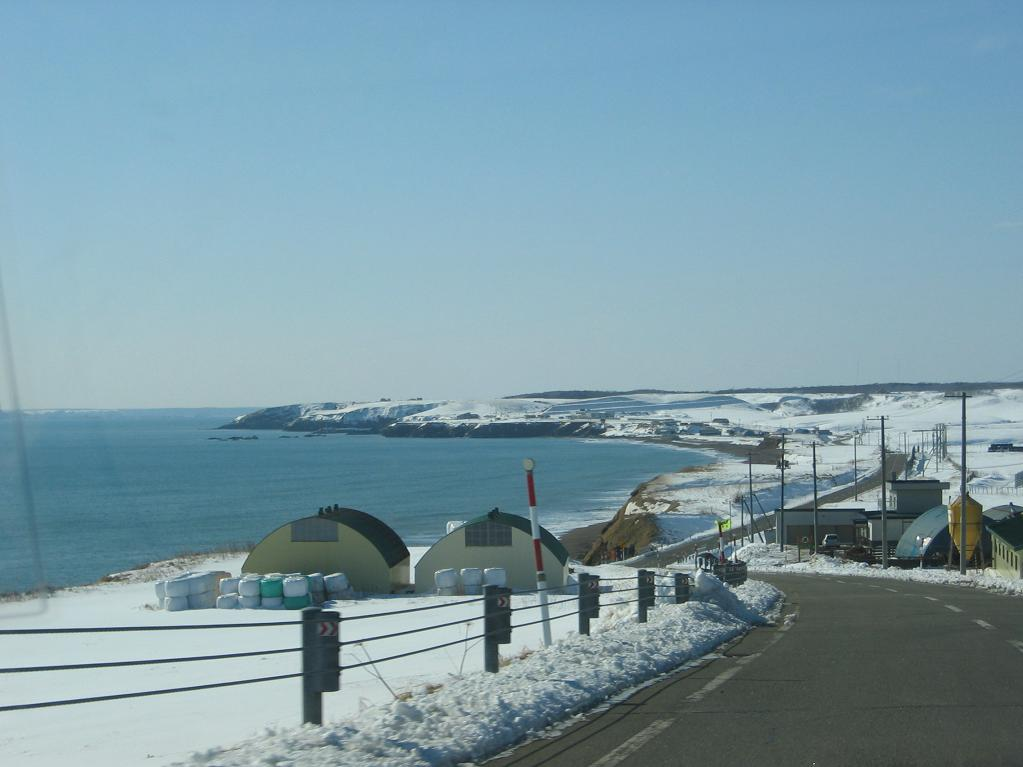
道道142号（浜中町付近）

- 国道44号 - 北斗町3丁目・光和町1丁目交差点（起点）
- 北海道道35号根室半島線 - 北斗町3丁目・光和町1丁目交差点（起点）
- 北海道道780号花咲港温根沼線 - 西和田
- 北海道道1123号落石港線 - 落石東
- 北海道道953号別当賀酪陽線 - 別当賀
- 北海道道953号別当賀酪陽線 - 別当賀
- 北海道道1127号初田牛厚床線 - 初田牛

浜中町
- 北海道道988号貰人姉別原野線 - 後静村恵茶人
- 北海道道123号別海厚岸線 - 榊町
- 北海道道1039号霧多布岬線 - 暮帰別東1丁目
- 北海道道808号琵琶瀬茶内停車場線 - 仲の浜
- 北海道道599号火散布茶内停車場線 - 火散布

厚岸町
- 北海道道955号床潭筑紫恋線 - 床潭
- 国道44号 - 宮園
- 北海道道123号別海厚岸線 - 宮園
- 北海道道14号厚岸標茶線 - 白浜
- 北海道道425号厚岸停車場線 - 白浜
- 国道44号 - 尾幌

釧路町
- 北海道道1128号厚岸昆布森線 - 大字昆布森村

釧路市
- 北海道道113号釧路環状線 - 桜ケ岡6丁目
- 国道38号 - 南大通1丁目（終点）
- 北海道道25号釧路港線 - 南大通1丁目（終点）